# Bernhard Tieschowitz von Tieschowa
Theodor Bernhard Tieschowitz von Tieschowa (* 10. November 1841 in  Ostrowo, Provinz Posen; † 1909 in Heidelberg) war ein preußischer Verwaltungsjurist, Landrat sowie Regierungspräsident des  Regierungsbezirkes Königsberg (1894–1899).

## Leben
Tieschowitz war ein Nachkomme des böhmischen briefadeligen Geschlechts Tieschowitz von Tieschowa.
Er besuchte das Friedrichs-Gymnasium Berlin. In Heidelberg sowie in Berlin studierte er Jura. Er wirkte als Landrat des Kreises Wetzlar von 1874 bis 1888 sowie als Regierungspräsident des Regierungsbezirkes Königsberg in der Provinz Ostpreußen von 1894 bis 1899.
Tieschowitz war seit 1862 Mitglied des Corps Saxo-Borussia Heidelberg.